# Element calefactor

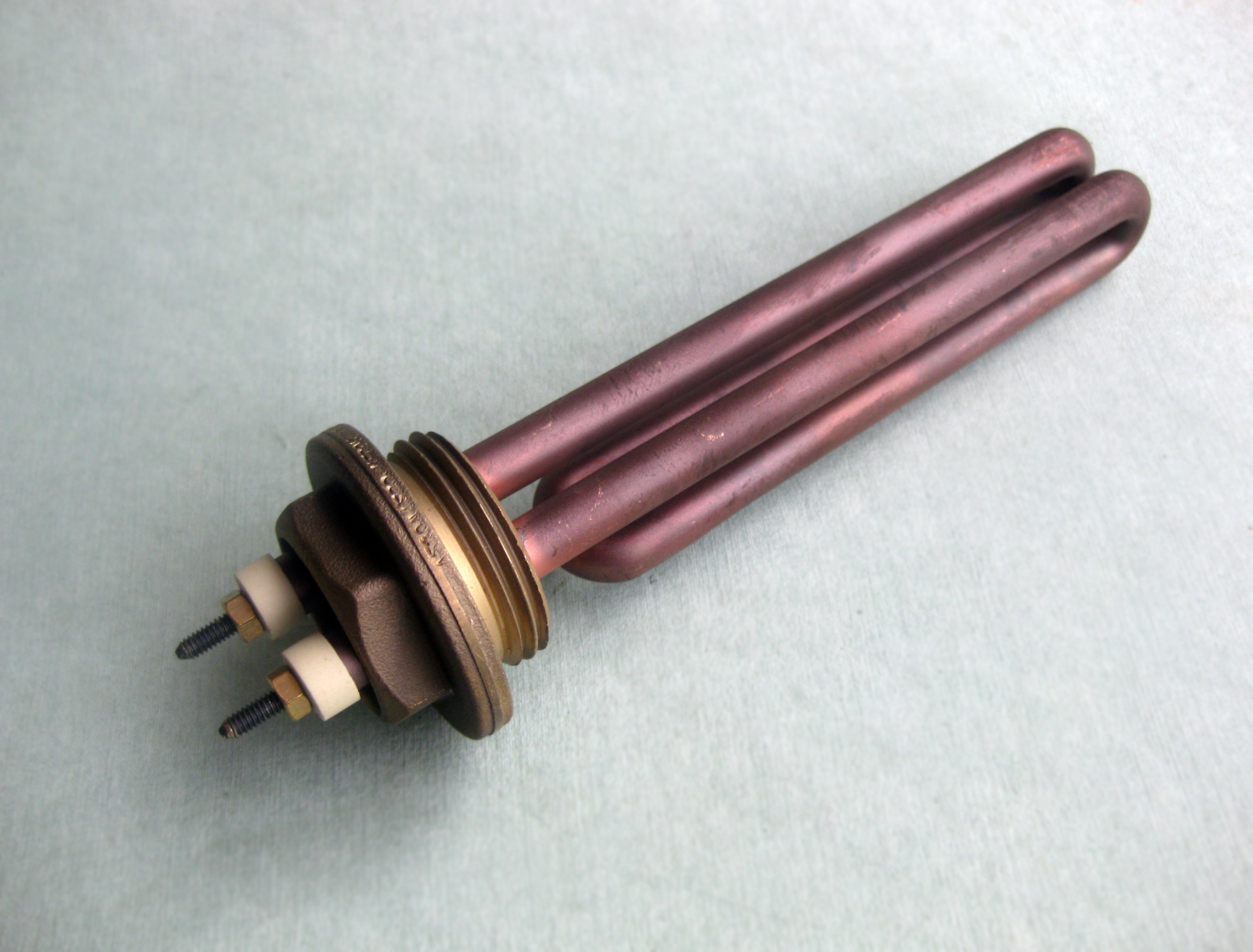
Element de calefacció tubular plegat d'una màquina de cafè exprés

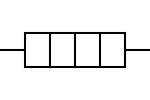
Símbol d'una bobina d'escalfament o element calefactor

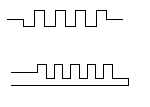
Alguns altres símbols utilitzats per a bobines de calefacció o elements calefactors

Un element calefactor converteix l'energia elèctrica en calor mitjançant el procés d'escalfament Joule. El corrent elèctric a través de l'element troba resistència, el que resulta en l'escalfament de l'element. A diferència de l'efecte Peltier, aquest procés és independent de la direcció del corrent.

## Tipus d'elements calefactors

calefactor elèctric tubular.

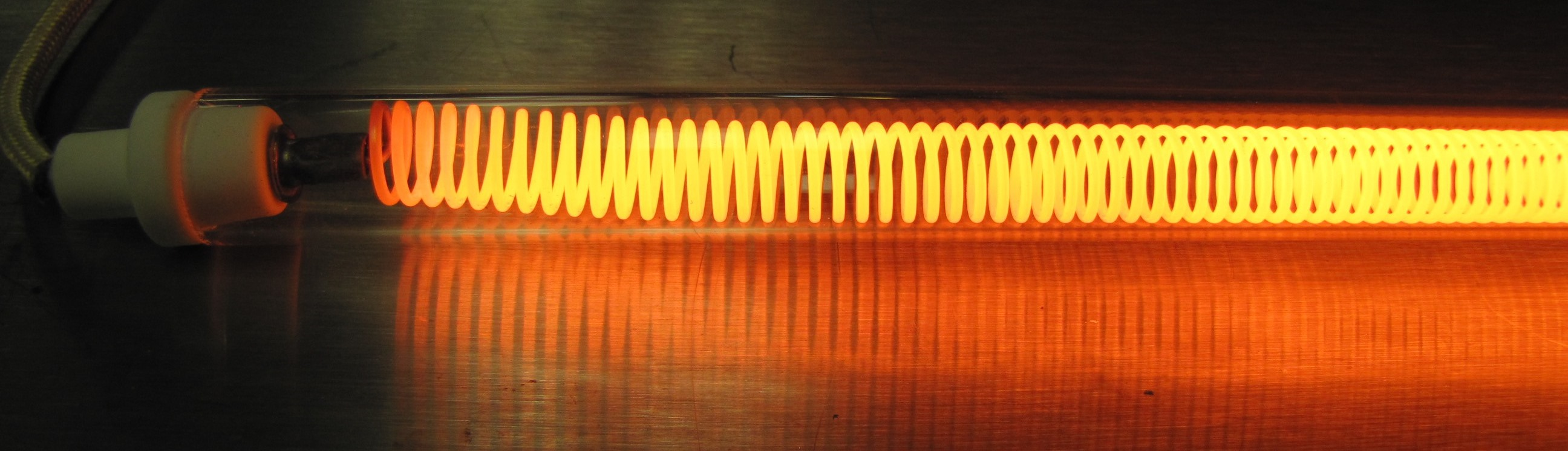
Element de calefacció en espiral d'una torradora elèctrica

1. Resistance heating element
2. Electrical insulator
3. Metal casing

### Metàl·lics
Fil calefactor: els elements calefactors de resistència metàl·lica poden ser de fil o cinta, rectes o enrotllats. S'utilitzen en dispositius de calefacció comuns com torradores i assecadors de cabells, forns per a calefacció industrial, calefacció per terra radiant, calefacció de sostres, calefacció de camins per fondre la neu, assecadors, etc. Les classes més habituals de materials utilitzats inclouen:
- Nicrom : la majoria dels elements calefactors de fil calefactor solen utilitzar fil, planxa o cinta de nicrom 80/20 (80% níquel, 20% crom). Nichrome 80/20 és un material ideal, perquè té una resistència relativament alta i forma una capa adherent d' òxid de crom quan s'escalfa per primera vegada. El material sota aquesta capa no s'oxidarà, evitant que el cable es trenqui o es cremi.
- Aliatge Kanthal (FeCrAl).
- Aliatges de cuproníquel (CuNi) per escalfar a baixa temperatura
- Làmina gravada: els elements de làmines gravats generalment es fabriquen amb els mateixos aliatges que els elements de fil calefactor, però es produeixen amb un procés de fotogravat subtractiu que comença amb una làmina contínua de làmina metàl·lica i acaba amb un patró de resistència complex. Aquests elements es troben habitualment en aplicacions de calefacció de precisió com ara diagnòstic mèdic i aeroespacial.
- Els calefactors d'infrarojos halògens de quars també s'utilitzen per a proporcionar calefacció radiant.

### Ceràmics i semiconductors
- El disiliciur de molibdè (MoSi ₂ ), un compost intermetàl·lic, un siliciur de molibdè, és una ceràmica refractària que s'utilitza principalment en elements calefactors. Té una densitat moderada, punt de fusió 2030 °C (3686 °F) i és elèctricament conductor. A altes temperatures forma una capa de passivació de diòxid de silici, protegint-lo de l'oxidació posterior. L'àrea d'aplicació inclou la indústria del vidre, la sinterització ceràmica, els forns de tractament tèrmic i els forns de difusió de semiconductors.
- Carbur de silici, vegeu elements calefactors de carbur de silici.
- Nitrur de silici, vegeu indústria de l'automoció. L'encesa de superfície calenta de nova generació per al forn de gas i la bugia de motor dièsel estan fets de material de nitrur de silici. Aquest element d'escalfament o bugia assoleix una temperatura màxima de 1400 °C i s'encenen ràpidament la gasolina o el querosè. El material també s'utilitza en motors dièsel i d'encesa per espurna per a altres components de combustió i peces de desgast.[1]
- Elements ceràmics PTC: els materials ceràmics PTC s'anomenen pel seu coeficient tèrmic positiu de resistència (és a dir, la resistència augmenta en escalfar-se). Tot i que la majoria de ceràmiques tenen un coeficient negatiu, aquests materials (sovint compostos de titanat de bari i titanat de plom ) tenen una resposta tèrmica altament no lineal, de manera que per sobre d'una temperatura llindar depenent de la composició la seva resistència augmenta ràpidament. Aquest comportament fa que el material actuï com un calefactor autoregulat, ja que el corrent passa quan està fresc, i no quan fa calor.[2] Les pel·lícules primes d'aquest material s'utilitzen en peces d'escalfament,[3] en els calefactors de descongelació de la finestra posterior d'automòbils,[4] i els elements en forma de bresca s'utilitzen en assecadors de cabells, calefactors d'espai i estufes de pellets més cars. . Aquest element calefactor pot arribar a una temperatura de 950-1000 °C i són elogiats per la velocitat de la temperatura i l'estabilitat.

- El disilicat de molibdè (MoSi2) un compost intermetàl·lic, un silicat de molibdè, és una ceràmica refractària utilitzada principalment en elements calefactors. Té densitat moderada, punt de fusió 2030 °C (3686 °F) i és elèctricament conductor. A altes temperatures forma una capa de passivació de diòxid de silici, protegint-ho d'una major oxidació. L'àrea d'aplicació inclou la indústria del vidre, la sinterització ceràmica, els forns de tractament tèrmic i els forns de difusió de semiconductors.
- Carbur de silici, veure carbur de silici § elements calefactors .
- Nitrur de silici, vegeu nitrur de silici § indústria automotriu. La nova generació d'encenedor de superfície calenta per al forn de gas i l'endoll de lluentor del motor dièsel estan fets de material de nitrur de silici. Aquest element calefactor o tap de resplendor aconsegueixen una temperatura màxima de 1400 °C i són ràpids a encendre gasolina o querosè. El material també s'utilitza en motors dièsel i d'encesa per espurna per a altres components de combustió i peces de desgast.
- Elements ceràmics PTC: Els materials ceràmics PTC estan nomenats pel seu coeficient tèrmic positiu de resistència (i.e., augmenta la resistència a l'escalfament). Encara que la majoria de les ceràmiques tenen un coeficient negatiu, aquests materials (sovint el titanat de bari i els compostos de titanat de plom) tenen una resposta tèrmica altament no lineal, per la qual cosa per sobre d'una temperatura llindar dependent posterior la seva resistència augmenta ràpidament. Aquest

### Calefactors de carbur de silici
Les referències als elements de calefactors de carbur de silici existeixen des de principis del segle XX quan van ser produïts per Acheson's Carborundum Co. als Estats Units i EKL a Berlín. El carbur de silici va oferir temperatures de funcionament més elevades en comparació amb els escalfadors metàl·lics. Els elements de carbur de silici s'utilitzen avui en dia en la fusió de vidre i metalls no fèrrics, tractament tèrmic de metalls, producció de vidre flotat, producció de components ceràmics i electrònics, encès en llums pilot per escalfadors de gas, etc.

### Calefactors de pel·lícula gruixuda

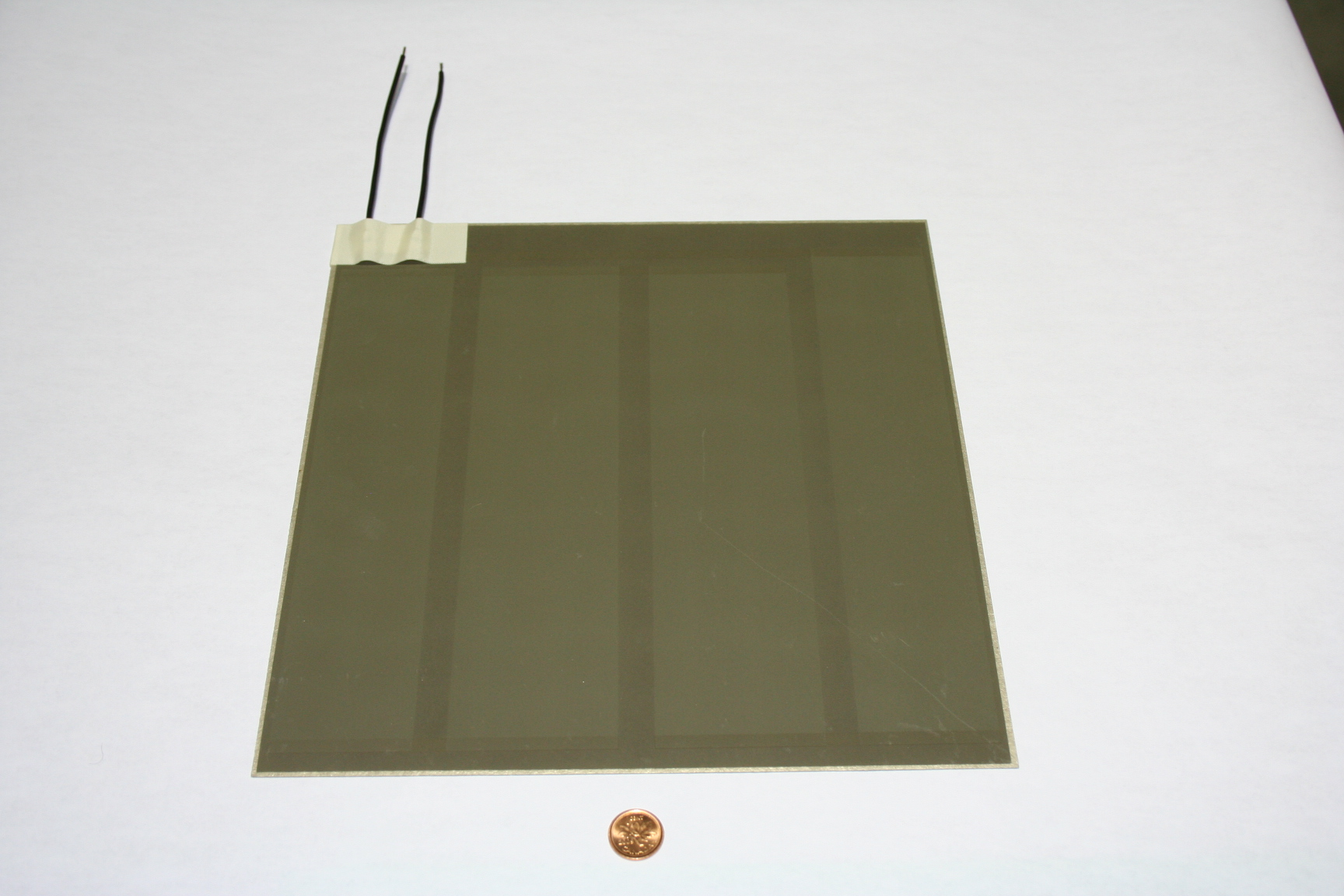
Un calefactor de pel·lícula gruixuda imprès en una làmina de mica.

Els calefactors de pel·lícula gruixuda són un tipus de calefactor resistent que es pot imprimir sobre un substrat prim. Els calefactors de pel·lícula gruixuda presenten diversos avantatges sobre els elements de resistència convencionals amb funda metàl·lica. En general, els elements de pel·lícula gruixuda es caracteritzen pel seu factor de forma de perfil baix, uniformitat de temperatura millorada, resposta tèrmica ràpida a causa de la baixa massa tèrmica, baix consum d'energia, alta densitat de watts i una àmplia gamma de compatibilitat de voltatge. Normalment, els calefactors de pel·lícula gruixuda s'imprimeixen en substrats plans, així com en tubs amb diferents patrons de calefactor. Aquests calefactors poden assolir densitats de watts de fins a 100 watts W/cm 2 en funció de les condicions de transferència de calor. Els patrons de calefactor de pel·lícula gruixuda són altament personalitzables en funció de la resistència del full de la pasta de resistència impresa.
Aquests calefactors es poden imprimir en una varietat de substrats, com ara metall, ceràmica, vidre, polímer mitjançant pastes de pel·lícula gruixuda carregades amb metall/aliatge. Els substrats més comuns utilitzats per imprimir calefactors de pel·lícula gruixuda són l'alumini 6061-T6, l'acer inoxidable i les làmines de mica de moscovita o flogopita. Les aplicacions i les característiques operatives d'aquests calefactors varien àmpliament en funció dels materials de substrat escollits. Això s'atribueix principalment a les característiques tèrmiques del substrat de el calefactor.
Hi ha diverses aplicacions convencionals dels calefactors de pel·lícula gruixuda. Es poden utilitzar en planxes, planxes de gofres, calefacció elèctrica de fogons, humidificadors, tetera, dispositius de segellat tèrmic, calefactors d'aigua, planxes de roba i vapors, planxes de cabell, calderes, llits escalfats per impressores 3D, capçals d'impressió tèrmica, pistoles de cola, equips de calefacció de laboratori, assecadors de roba, calefactors de sòcols, safates d'escalfament, intercanviadors de calor, dispositius de descongelació/desentelat per a parabrises de cotxes, miralls laterals, descongelació de neveres, etc.
Per a la majoria d'aplicacions, el rendiment tèrmic i la distribució de la temperatura són els dos paràmetres clau del disseny. Per evitar qualsevol punt calent i mantenir una distribució uniforme de la temperatura a través d'un substrat, el disseny del circuit es pot optimitzar canviant la densitat de potència localitzada del circuit de resistència. Un disseny de calefactor optimitzat ajuda a controlar la sortida de el calefactor i modular les temperatures locals a través del substrat de el calefactor. En els casos en què calen 2 o més zones de calefacció amb diferent potència de sortida en una àrea relativament petita, es pot dissenyar un calefactor de pel·lícula gruixuda per aconseguir un patró de calefacció zonal en un sol substrat.
Els calefactors de pel·lícula gruixuda es poden caracteritzar en gran manera en dues subcategories: coeficient de temperatura negatiu (NTC) o coeficient de temperatura positiu (PTC), basat en l'efecte de l'augment de temperatura sobre la resistència de l'element. Els calefactors tipus NTC es caracteritzen per una disminució de la resistència a mesura que augmenta la temperatura de el calefactor i, per tant, tenen una potència de sortida més alta a temperatures més altes per a una tensió d'entrada determinada. Els calefactors PTC es comporten de manera oposada amb un augment de la resistència i una disminució de la potència de el calefactor a temperatures elevades. Aquesta característica dels calefactors PTC els fa també autoregulables, ja que la seva potència de sortida es satura a una temperatura fixa. D'altra banda, els calefactors de tipus NTC generalment requereixen un termòstat o un termopar per controlar la fugida de el calefactor. Aquests calefactors s'utilitzen en aplicacions que requereixen un ràpid augment de la temperatura de el calefactor fins a un punt de consigna predeterminat, ja que solen actuar més ràpidament que els calefactors de tipus PTC.

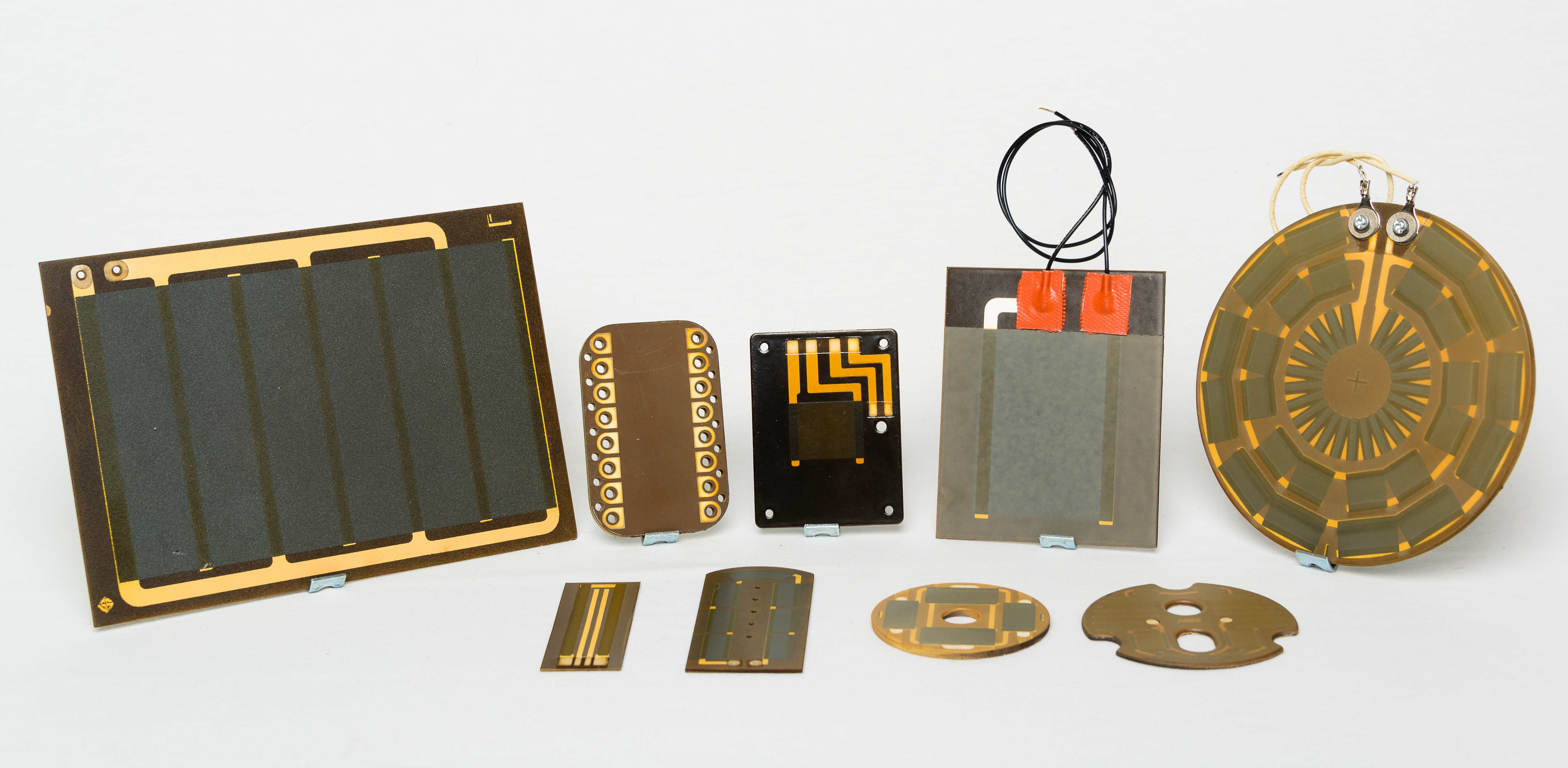
calefactor de pel·lícula gruixuda imprès sobre un substrat metàl·lic

### Elements calefactors de polímer PTC

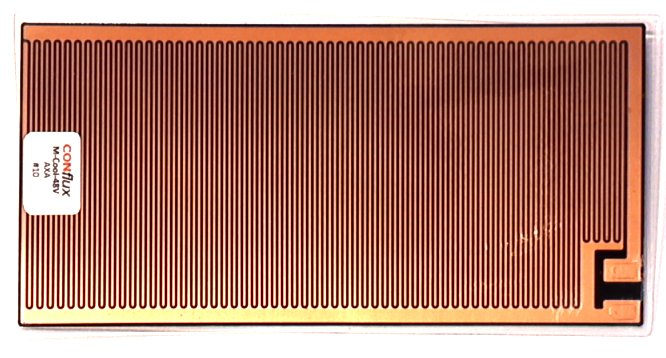
Un calefactor PTC flexible fet de cautxú conductor

Els calefactors resistius es poden fabricar amb materials de cautxú PTC conductors on la resistivitat augmenta exponencialment amb l'augment de la temperatura. Aquest calefactor produirà una gran potència quan estigui fred i s'escalfarà ràpidament fins a una temperatura constant. A causa de l'augment exponencial de la resistivitat, el calefactor mai pot escalfar-se a una temperatura superior a aquesta. Per sobre d'aquesta temperatura, el cautxú actua com a aïllant elèctric. La temperatura es pot escollir durant la producció del cautxú. Les temperatures típiques estan entre 0 i 80 °C (32 i 176 °F) .
És un calefactor autoregulat puntual i un calefactor autolimitant . L'autoregulació significa que cada punt de el calefactor de forma independent manté una temperatura constant sense necessitat de regular l'electrònica. L'autolimitació significa que el calefactor mai pot superar una determinada temperatura en cap punt i no requereix cap protecció contra el sobreescalfament.

### Líquids
Una caldera d'elèctrodes utilitza l'electricitat que flueix a través d'uns corrents d'aigua per crear vapor .

## Elements calefactors composite

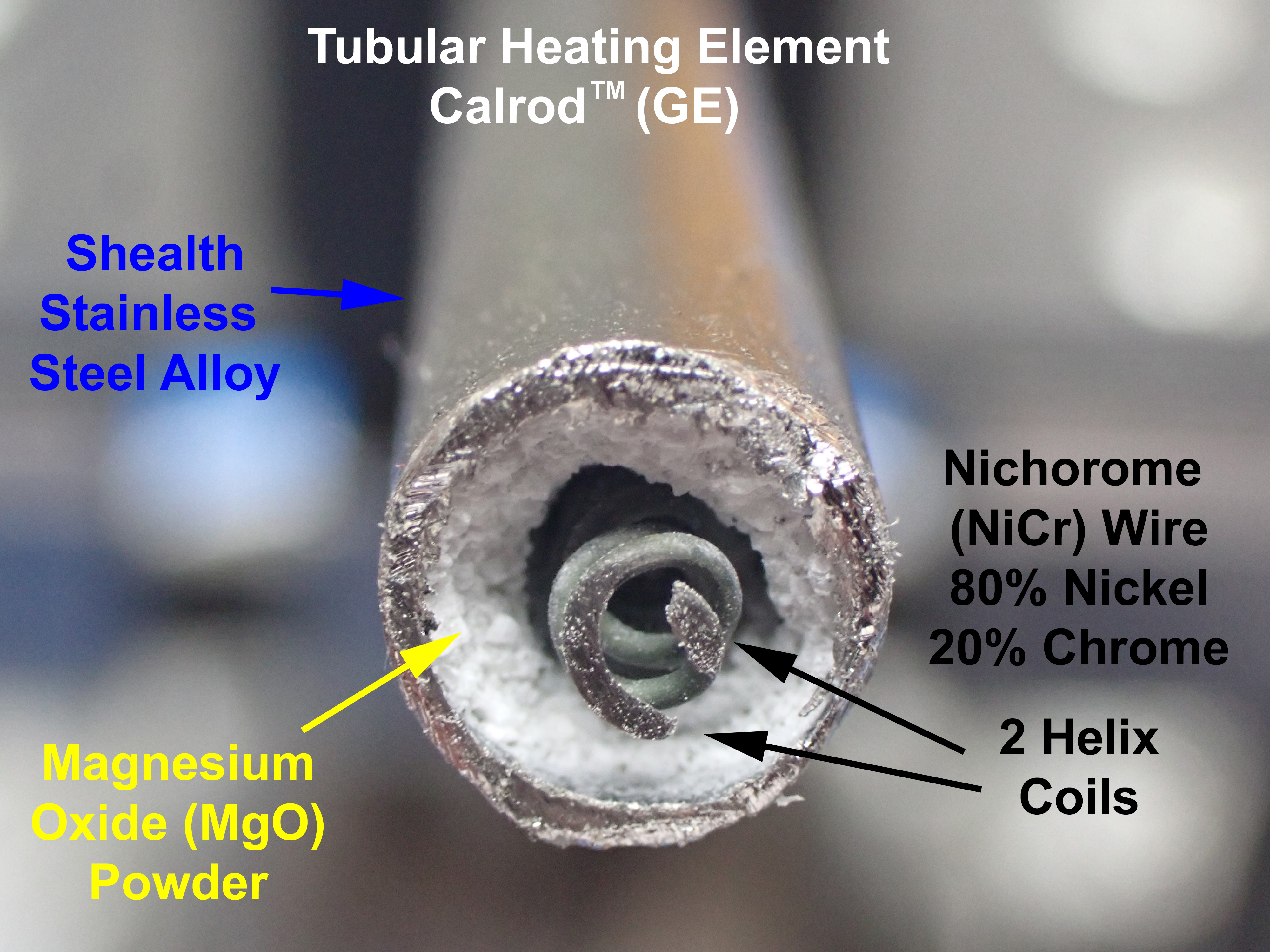
Element de calefacció del forn tubular

- Els elements tubulars (revestits) normalment comprenen una bobina fina de fil d'aliatge de calefacció amb resistència al nicrom (NiCr), que es troba en un tub metàl·lic (d'aliatges de coure o acer inoxidable com Incoloy ) i aïllat per pólvores d'òxid de magnesi. Per mantenir la humitat fora de l'aïllant higroscòpic, els extrems estan equipats amb perles de material aïllant com ara ceràmica o cautxú de silicona, o una combinació d'ambdós. El tub passa a través d'una matriu per comprimir les pólvores i maximitzar la transmissió de calor. Aquests poden ser una vareta recta (com en els forns torradors) o doblegats a una forma per abastar una àrea a escalfar (com en les estufes elèctriques, els forns i les cafeteres).
- Les pistes de metall-ceràmica serigrafiades dipositades sobre plaques metàl·liques aïllades de ceràmica (generalment d'acer) han trobat una aplicació generalitzada com a elements en teteras i altres electrodomèstics des de mitjans dels anys noranta.
- Elements de calefacció radiatius (làmpades de calor): una làmpada incandescent de gran potència acostuma a funcionar a menys de la potència màxima per irradiar majoritàriament infrarojos en lloc de llum visible. Normalment es troben en calefactors d'espai radiants i calefactors d'aliments, ja sigui en forma tubular llarga o en forma de làmpada reflector R40 . L'estil de la làmpada reflectora sovint es tenyeix de vermell per minimitzar la llum visible produïda; la forma tubular es presenta en diferents formats:
  - Revestit d'or: es fa famós per la làmpada patentada Phillips Helen. A l'interior es diposita una pel·lícula dicroica daurada que redueix la llum visible i permet passar la major part de l'infraroig d'ona curta i mitjana. Principalment per escalfar persones. Alguns fabricants ara fabriquen aquestes làmpades i milloren constantment.
  - Revestiment de robí: la mateixa funció que les làmpades revestides d'or, però a una fracció del cost. L'enlluernament visible és molt més alt que la variant daurada.
  - Transparent - Sense recobriment i s'utilitza principalment en processos de producció.
- Els elements de nucli de ceràmica extraïbles utilitzen un cable d'aliatge de calefacció de resistència enrotllat enfilat a través d'un o més segments ceràmics cilíndrics per fer la longitud requerida (relacionada amb la sortida), amb o sense una barra central. Inserit en una funda metàl·lica o tub segellat per un extrem, aquest tipus d'element permet la substitució o reparació sense intervenir en el procés implicat, generalment escalfament de fluid a pressió.

## Sistemes d'elements calefactors combinats
- Els elements d'escalfament per a forns d'alta temperatura solen estar fets de materials exòtics, com ara platí, disilicid de tungstè / disiliciur de molibdè, molibdè (forns de buit ) i carbur de silici. Els encès de superfície calenta de carbur de silici, que són elements calefactors dissenyats per encendre gasos inflamables, són habituals en forns de gas i assecadors de roba. També s'utilitzen calefactors làser per aconseguir altes temperatures.[8]